# Ectopatria saxatilis
Ectopatria saxatilis är en fjärilsart som beskrevs av Walker 1869. Ectopatria saxatilis ingår i släktet Ectopatria och familjen nattflyn. Inga underarter finns listade i Catalogue of Life.